# Berrogain-Laruns
Berrogain-Laruns ist eine französische Gemeinde mit 156 Einwohnern (Stand 1. Januar 2022) im Département Pyrénées-Atlantiques in der Region Nouvelle-Aquitaine. Die Gemeinde gehört zum Arrondissement Oloron-Sainte-Marie und zum Kanton Montagne Basque (bis 2015: Kanton Mauléon-Licharre).
Der Name in der baskischen Sprache lautet Berrogaine-Larüntze. Die Bewohner werden berrogaintar oder larünztar genannt.

## Geographie
Berrogain-Laruns liegt ca. 35 km westlich von Oloron-Sainte-Marie in der historischen Region Soule, einer der drei historischen Territorien im französischen Teil des Baskenlands.
Umgeben wird der Ort von den Nachbargemeinden:
|                      | Arrast-Larrebieu                            |                              |
| Viodos-Abense-de-Bas | Kompassrose, die auf Nachbargemeinden zeigt | Moncayolle-Larrory-Mendibieu |
|                      | Chéraute                                    |                              |

Berrogain-Laruns liegt im Einzugsgebiet des Flusses Adour. Der Saison, ein Nebenfluss des Gave d’Oloron, markiert die westliche Grenze des Gemeindegebiets.

## Geschichte
Der Landstrich ist seit der Urgeschichte bewohnt, wie eine archäologische Fundstelle belegt. Es handelt sich dabei um einen Verteidigungsring aus Erdwällen. Berrogain war im Mittelalter eine Etappe für Pilger auf dem Jakobsweg nach Santiago de Compostela. Der Ort wurde 1466 als Berroganh in den Verträgen des Ohix, Notar von Soule, erwähnt, ebenso 1508 als Berroganhe im Kopialbuch von Bayonne. Laruns wurde schon früher genannt als Laruntz 1383 in den Verträgen des Lumtz, Notar des Béarns und 1386 als Leruntz durch Notare von Navarrenx. Auf der Karte von Cassini 1750 sind die beiden Orte in der heutigen Schreibweise eingetragen. Zwischen 1790 und 1794 haben sie sich zur Gemeinde Berrogain-Laruns zusammengeschlossen.

### Einwohnerentwicklung
Nach dem Höhepunkt von über 200 Einwohnern in der ersten Hälfte des 19. Jahrhunderts ist die Zahl tendenziell um die Hälfte zurückgegangen und bewegt sich heute in einem ungefähren Bereich zwischen 100 und 150, zuletzt etwas ansteigend.
| Jahr      | 1962 | 1968 | 1975 | 1982 | 1990 | 1999 | 2006 | 2009 | 2022 |
| --------- | ---- | ---- | ---- | ---- | ---- | ---- | ---- | ---- | ---- |
| Einwohner | 126  | 116  | 139  | 128  | 142  | 136  | 112  | 106  | 156  |

## Sehenswürdigkeiten
- Kapelle von Berrogain. Das Gebäude ist ein Beispiel für ländliche Architektur mit seiner einfachen Ausgestaltung und Naiver Malerei im Innenraum. Die Kapelle ist aus grobem Kies erbaut mit einem für die Soule typischen Clocher trinitaire. Der Giebel weist drei Spitzdächer als Symbol für die Dreifaltigkeit auf, wobei das in der Mitte mit einem steinernen Kreuz versehen ist.[9]

- Haus Landastoy. Der Bauernhof ist zwischen dem Ende des 17. und dem Beginn des 18. Jahrhunderts gebaut und somit eines der ältesten erhaltenen Gebäude der Gemeinde. Die Anlage zeigt architektonische Elemente, die unverkennbar für Gebäude der Soule sind. Seine Mauern aus grobem Kies und Kieselsteinen, und die stark geneigten Dächer sind typisch für die Region. Gelegentlich finden sich Dächer in den Dörfern mit einer Dachneigung von bis zu 50°. Sie vermeiden, dass sich im Winter der Schnee auf dem Dach anhäuft und auf das Haus drückt und hilft gegen Wind und schlechtem Wetter. Der Grundriss des Hofs ist insgesamt ebenfalls spezifisch für traditionelle Bauernhöfe der Soule mit dem T-förmigen Stall hinter dem Wohnhaus.[10]

## Wirtschaft und Infrastruktur

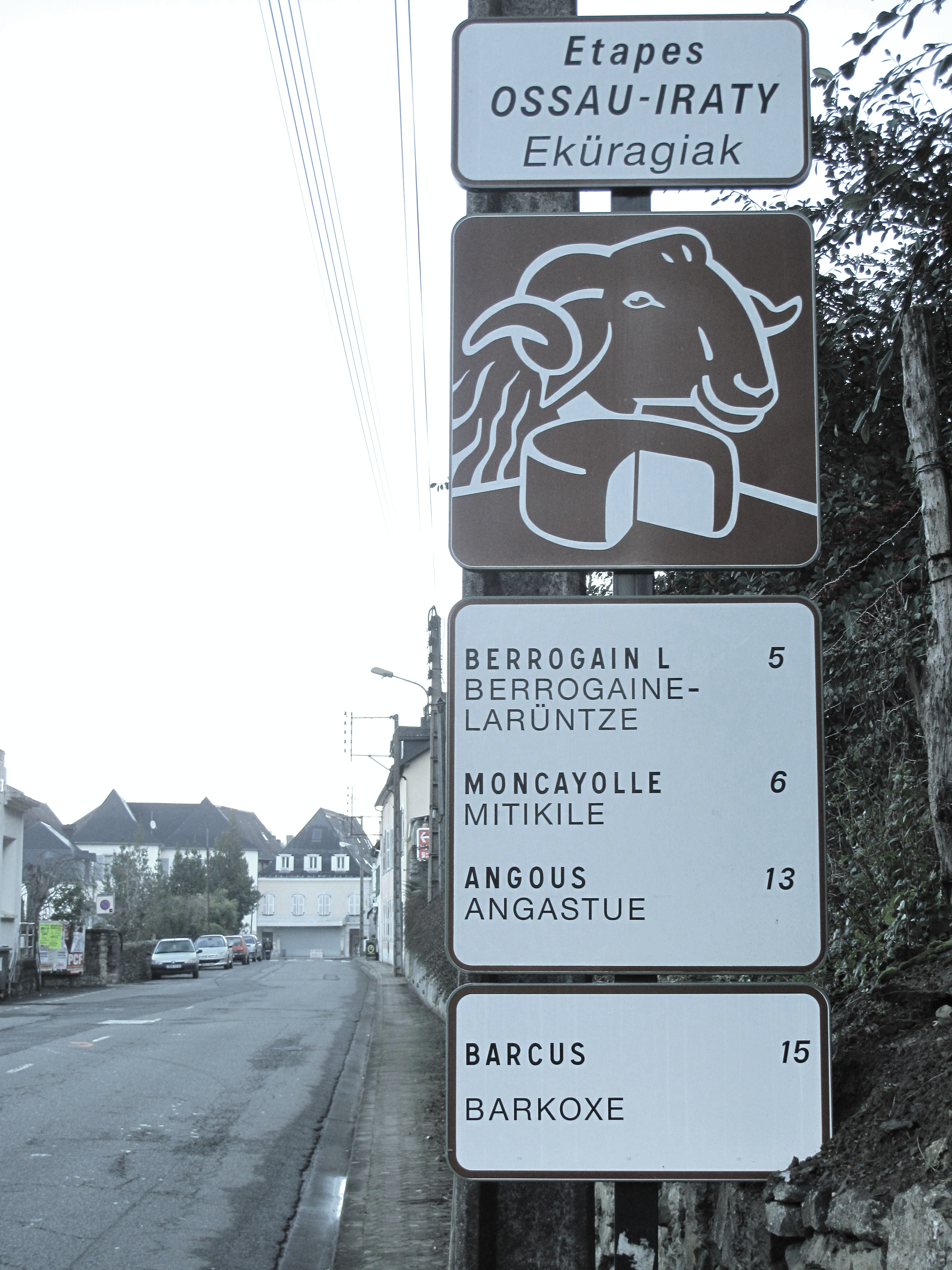
Hinweisschild auf der Route du fromage

Berrogain-Laruns liegt in den Zonen AOC des Ossau-Iraty, ein traditionell hergestellter Schnittkäse aus Schafmilch, sowie der Schweinerasse und des Schinkens „Kintoa“.

### Verkehr
Berrogain-Laruns wird durchquert von der Route départementale 2. Eine Linie des Busnetzes Transports 64 verbindet den Ort mit anderen Gemeinden des Départements.